# Енькова, Мария Тимофеевна
Мария Тимофеевна Енькова, в девичестве — Радченко (18 декабря 1921, село Огни, Бийский уезд, Алтайская губерния — 21 октября 1999, Самара) — звеньевая колхоза «Берлесуэнбек» Джамбулского района Джамбулской области, Казахская ССР. Герой Социалистического Труда (1949).

## Биография
Родилась в 1921 году в крестьянской семье в селе Огни Бийского уезда. С 1937 года — счетовод на Биликульском рыбном заводе Джамбулской области. Одновременно обучалась на агрономических курсах. С 1941 года — счетовод-кассир в колхозе «Берлесуэнбек» Джамбулского района. В 1945 году назначена звеньевой свекловодческого звена. В этом же году члены её звена собрали в среднем с каждого гектара по 400 центнеров сахарной свёклы с площади 5 гектаров. С 1947 года — член ВКП(б).
В 1948 году звено под её руководством собрало 846,6 центнеров сахарной свёклы на участке площадью 3 гектара, при среднем уровне по колхозу в 220 центнеров. Указом Президиума Верховного Совета СССР от 27 августа 1949 года удостоена звания Героя Социалистического Труда за «получение высоких урожаев сахарной свёклы и табака в 1948 году» с вручением ордена Ленина и золотой медали «Серп и Молот» (№ 3289).
В 1954 году по состоянию здоровья переехала в Куйбышев, где трудилась мотористом-хлораторщиком участка водоснабжения Сокского карьероуправления до выхода на пенсию. Умерла в октябре 1999 года.
Награды
- Герой Социалистического Труда
- Орден Ленина
- Медаль «За трудовую доблесть» (29.03.1948)